# Italee Lucas
Pour les articles homonymes, voir Lucas.
Italee Malina Lucas, née le 12 janvier 1989 à Las Vegas, est une joueuse américano-angolaise de basket-ball.

## Carrière

### En club
Italee Lucas évolue avec les Tar Heels de la Caroline du Nord de 2007 à 2011.
Elle est alors choisie en 21e position de la draft WNBA 2011 par le Shock de Tulsa.
Elle dispute l'Eurocoupe féminine de basket-ball 2012-2013 avec le CSM Satu Mare.
Italee Lucas remporte trois Coupes d’Afrique des clubs champions avec l'Interclube de Luanda en 2013, 2014 et 2016 ; elle est finaliste en 2015.
Elle joue la saison 2017-2018 en Espagne à l'IDK Gipuzkoa.

### En sélection
Elle remporte avec la sélection américaine le Championnat des Amériques des moins de 18 ans en 2006 et le Championnat du monde des moins de 19 ans.
Avec l'équipe d'Angola de basket-ball féminin, elle est sixième du Championnat d'Afrique féminin de basket-ball 2017 ; elle est nommée dans l'équipe-type du tournoi. Elle est ensuite cinquième du Championnat d'Afrique féminin de basket-ball 2019 et huitième du Championnat d'Afrique féminin de basket-ball 2021.